# Novica Nikčević
Novica Nikčević, slovenski nogometaš, * 7. oktober 1972.
Nikčević je večji del kariere igral v slovenski ligi za klube Izola, Celje, Gorica, Olimpija, Korotan, Koper in Tabor. Skupno je v prvi slovenski ligi odigral 184 prvenstvenih tekem in dosegel 80 golov. V sezoni 1998/99 je bil s sedemnajstimi goli najboljši strelec prve slovenske lige. Igral je tudi za Zemun v srbski ligi in Lokeren v belgijski ligi.
Nikčević je trenersko pot  začel v Mnd Tabor Sežana nadaljeval v Nd Hit Gorica , Nk Brda, Nk Bela krajina, Šd  Vesna, Nk Koper, Sk Sturm Graz, Fc Leeds United.